# Taman Baloi
Taman Baloi is een bestuurslaag in het regentschap Batam van de provincie Riau-archipel, Indonesië. Taman Baloi telt 25.568 inwoners (volkstelling 2010).